# Zwartkinmierkruiper
De zwartkinmierkruiper (Hypocnemoides melanopogon) is een zangvogel uit de familie Thamnophilidae (miervogels).

## Verspreiding en leefgebied
Deze soort komt voor in het Amazonegebied en telt drie ondersoorten:
- H. m. occidentalis: Colombia, Venezuela en noordwestelijk Brazilië.
- H. m. melanopogon: de Guyana's en noordelijk Brazilië.
- H. m. minor: zuidelijk-centraal amazonisch Brazilië.

## Status
De grootte van de populatie is niet gekwantificeerd maar de soort wordt omschreven als vrij algemeen. Op de Rode lijst van de IUCN heeft deze soort de status niet bedreigd.